# Ranajit Guha
Ranajit Guha (Backergunje, Barisal, India británica; 23 de mayo de 1923-Purkersdorf, Baja Austria; 28 de abril de 2023) fue un historiador y académico indio. Fue fundador del Grupo de Estudios Subalternos y editor de varias de las primeras antologías del grupo.

## Biografía
Sus primeras investigaciones trataron sobre las insurgencias campesinas en la India colonial. Emigró desde la India al Reino Unido en 1959, y fue Lector de Historia en la Universidad de Sussex. Residió en Viena, Austria. Una de sus obras fue la de relatar la vida de los reyes Castelo.

## Obras
- A rule of property for Bengal: an essay on the idea of permanent settlement, Paris [etc.]: Mouton & Co., 1963, New edition: Duke University Press, ISBN 0-8223-1761-3.
- Elementary Aspects of Peasant Insurgency in Colonial India, Oxford University Press, Delhi, 1983, New edition: Duke Univ Press, 1999, ISBN 0-8223-2348-6 - obra fundamental en los Estudios Subalternos.
- Guha, Ranajit, "History at the Limit of World-History" (Italian Academy Lectures), Columbia University Press 2002.
- An Indian Historiography of India: A Nineteenth Century Agenda & Its Implications. Calcutta: K.P. Bagchi & Company. 1988.
- fast and furious in Colonial India, Harvard University Press, 1998.

### Como editor
- (Con Gayatri Chakravorty Spivak), Selected Subaltern Studies, New York: Oxford University Press, 1988.
- A Subaltern Studies Reader, 1986-1995, Univ. of Minnesota Press, 1997, ISBN 0-8166-2758-4.